# Kirchberg (Hunsrück)
Kirchberg (Hunsrück) är en stad i Rhein-Hunsrück-Kreis i förbundslandet Rheinland-Pfalz i Tyskland.
Staden ingår i kommunalförbundet Verbandsgemeinde Kirchberg (Hunsrück) tillsammans med ytterligare 39 kommuner.